# Пайе, Жак Мартин
Жак Мартин Пайе (фр. Jacques Martin Payet) — известный мастер Ёсинкан Айкидо.

## Ранние годы
Жак Мартин Пайе родился 24 августа 1957 года в коммуне в Сен-Лё, на острове Реюньон в Индийском океане недалеко от Маврикия, регион Франции. В детстве он заинтересовался фильмами Брюса Ли и изучал каратэ.
В 1976 году он был учителем в Сен-Лё.
В 1979—1980 гг. проходил срочную службу во французской армии.
В 1978, будучи студентом во Франции, принял участие в семинаре дзю-дзюцу, где увидел видео Ёсинкан Айкидо с Годзо Сиода и решил, что это то искусство, которому он хотел учиться у этого мастера. В 22 года Жак Пайе покинул Францию и отправился в Японию. Он начал заниматься айкидо в Японии в старом Хомбу Доджё в Мусаси-Коганэй в 1980 году, как обычный студент, через месяц финансы иссякли, и он пошёл в Хомбу Додзё поблагодарить своих инструкторов, и сообщить им, что должен вернуться домой, потому что закончились деньги. Там Жак Пайе встретил Ясухису Сиоду, сына Годзо Сиоды, и тот предложил Жаку встретился со своим отцом. Он познакомил Жака Пайе со своим отцом, который спросил Пайе:

— Вы действительно прошли такой долгий путь сюда, чтобы научиться айкидо? Вы действительно любите айкидо?
— Конечно, я люблю айкидо, и я приехал сюда, чтобы увидеть вас и тренироваться!
Он посмотрел на меня и сказал:
— Если Вы отважный человек, может помочь с различными хозяйственными работами в додзе и тренироваться 6 часов в сутки каждый день, тогда я дам вам шанс, вы можете остаться бесплатно на 3 месяца.

Сэнсэй Пайе в автобиографии пишет:

Я не мог поверить, в свой шанс, и немедленно переехал в Хомбу. После 3 месяцев напряженной работы мне было позволено остаться еще на 3 месяца. Я участвовал в тренировках сеншусей (курс подготовки полиции), тренировался с другими учидеси и, наконец, сам стал учидеси. В конце 1985 года я уехал из Хомбу и отправился преподавать во Франции, Великобритании и других местах в Европе, но я не был доволен своим айкидо. Пробуя свою технику с моими старыми друзьями из карате и джиу-джитсу, я не чувствовал, что могу реально противостоять им и решил спросить Годзо Сиоду, мог бы я вернуться в Японию для дальнейшего изучения айкидо у него.
Я провёл ещё 3 года с 1989 до начала 1993 года в качестве ути-дэси. На этот раз я особенно пристально наблюдал и изучал Годзо Сиоду и стал очень близок с ним и получил то Айкидо, которое я делаю сегодня. После смерти Годзо Сиоды я уехал во Францию, затем в 2000 году я открыл 2 додзе в Калифорнии в США и потом переехал в Киото в 2005 году. Сейчас я преподаю во многих местах Японии в Киото и Осаке.

Пайе выступал в качестве переводчика во время визита иностранных гостей, в том числе знаменитого визита боксера Майка Тайсона и его промоутера Дона Кинга.
Совместно с Кристофером Джонсом сэнсэй Пайе участвовал в переводе на английский язык Aikido Shugyo и Aikido Jinsei — книги Годзо Сиоды.
Сэнсэй Жак Пайе был инструктором курсов Senshusei course в Хомбу додзё, директором по работе с иностранными доджё. Сейчас он много ездит по миру, в различные страны Израиль, Катар, США, Польшу, Германию, где преподает своё Айкидо. Он частый гость на Украине и в России.

## Доджё Мугенджюку
В 2008 году Жак Пайе открыл официальное додже в Киото при содействии Сидоинов (指導員) Ютака Кикути и Масахиро Накацука. Изначально название было «Мугэнджюку-Киото» («Mugenjuku-Kyoto» 京都 合気道 無限塾), чтобы отличить его от филиала в Лос-Анджелесе.
С 2009 года, представительства доджё открыли в Осаке и в Киото, в Kamigamo Shrine, рядом Фусими Инари, в районе Kojinguchi и недалеко от пересечения Shijo-Karasuma.
Открыт филиал в Кобэ.
В феврале 2013 года, отраслевые додзе были объединены на углу улицы Marutamachi и улицы Kamanza, где находится главное додзе в настоящее время. В нынешнем доджё вместе с Жаком Пайе работают его инструктора: Крис Крэмптон, 4-й дан (начал изучать айкидо с Пайе в Лос-Анджелесе) и Энди Картер, третий дан (двукратный выпускник хомбу #Senshusei).

## Курс Кенчусей
В 2012 году в своем доджё «Мугенджюку» сэнсэй Пайе открыл годичные курсы для инструкторов Айкидо Ёсинкан. Курс Кэнчусэй — это интенсивный курс, который проводится в додзё в течение одиннадцати месяцев, с апреля по февраль. Тренировки проводятся каждый день в течение четырех часов, пять дней в неделю. По окончании курса студенты получают инструкторский сертификат.
Сэнсэй Пайе в своих тренировках уделяет большое внимание балансу и контролю коленей укэ. Как бы сильно и жестко уке не наносил свои удары, как бы сильно он не захватывал запястья, какое бы сопротивление не оказывал, сэнсэй Пайе с легкостью и очень мягко выполняет любую технику айкидо. Как говорил сам сэнсэй Пайе, он долгое время не мог посещать тренировки из-за занятости, поэтому он стал использовать каждый шанс для работы над собой и тренировал своё камаэ даже тогда, когда сидел на работе за пишущей машинкой. Через некоторое время, когда сэнсэй Пайе смог снова посещать татами он заметил что его камаэ и баланс значительно улучшились.